# Rochuskapelle Biberwier

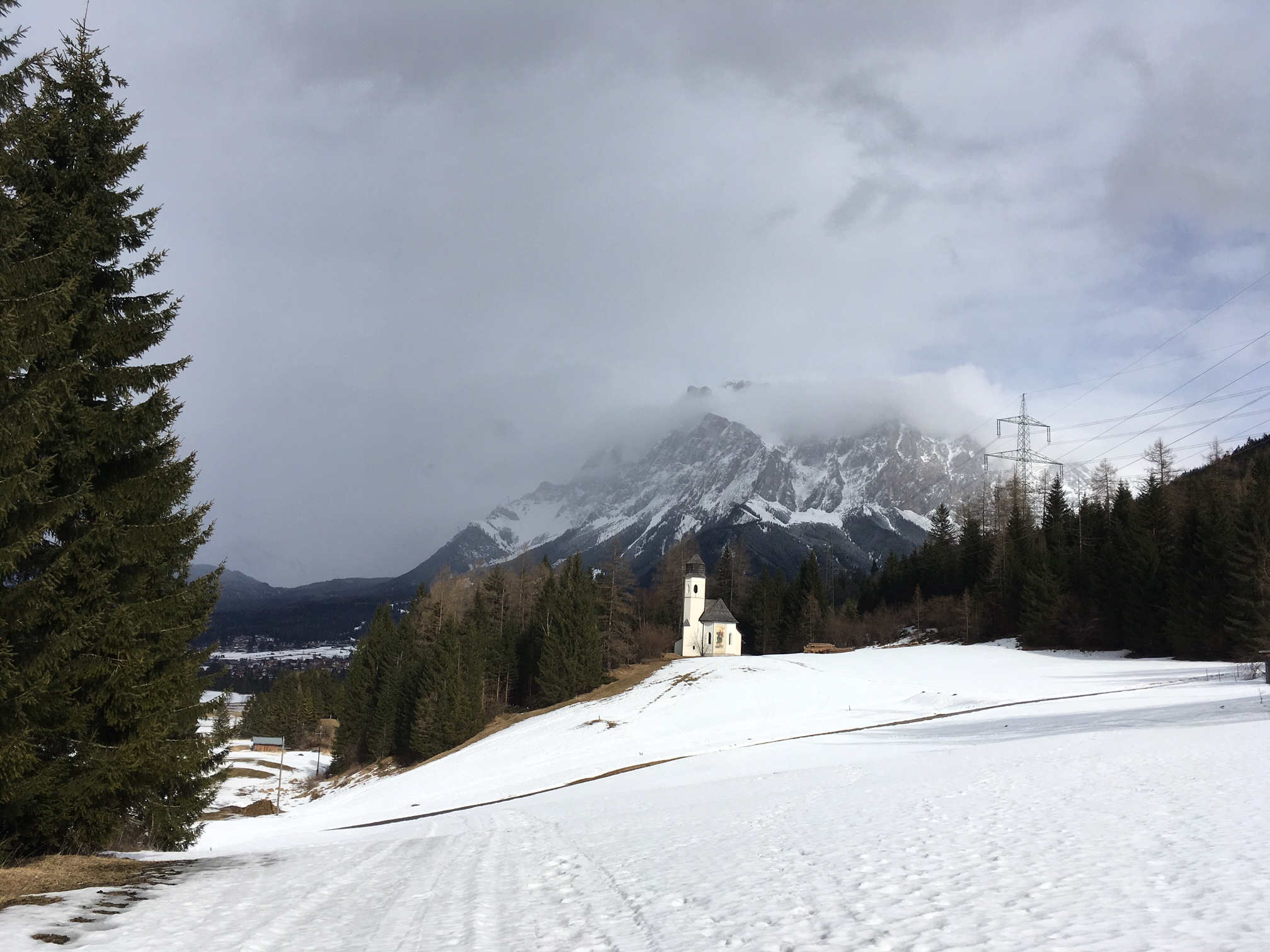
Katholische Kapelle Hll. Rochus und Sebastian in Biberwier

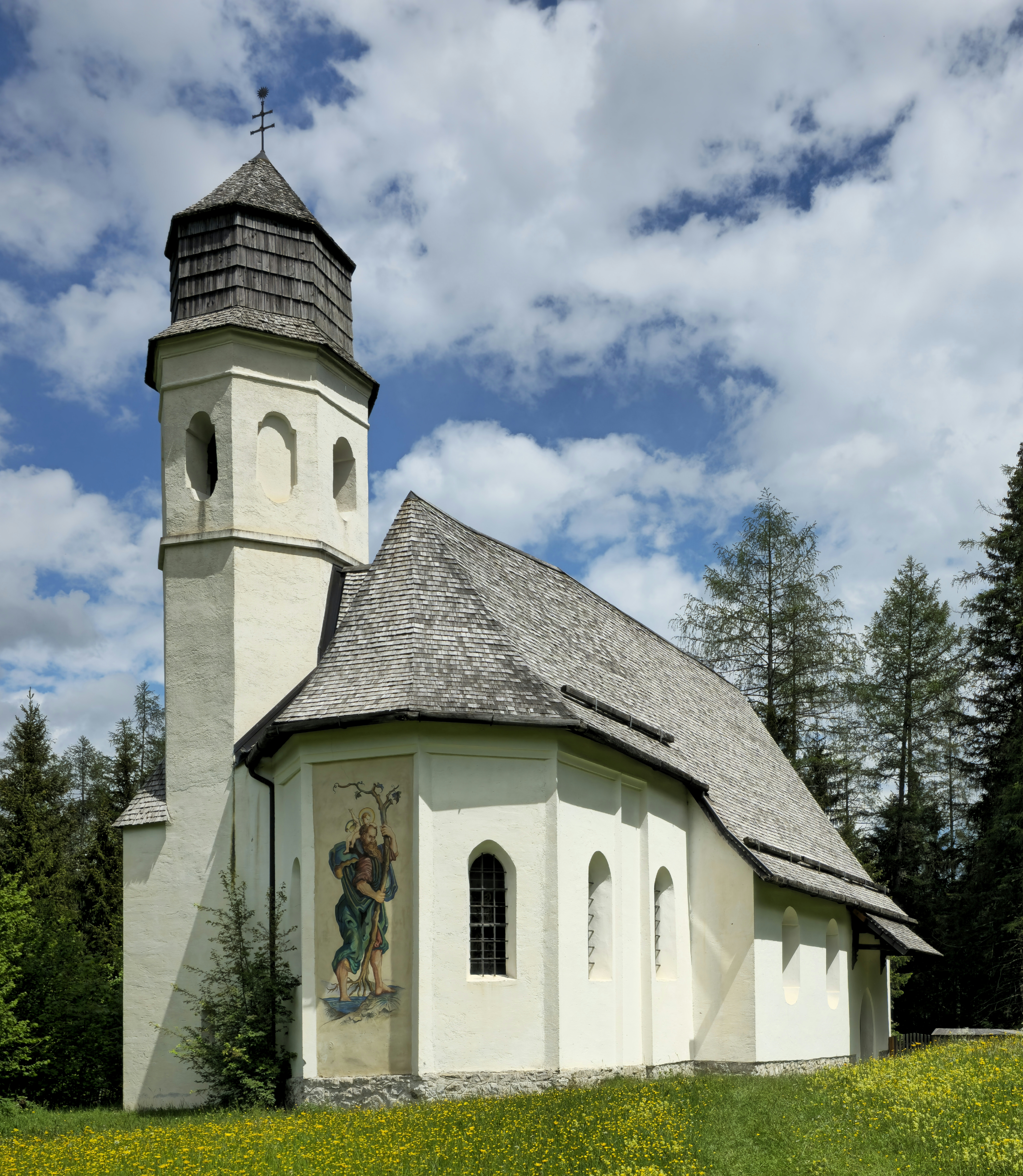
Turm und Chorseite

Langhaus, Blick zum Chor

Die römisch-katholische Rochuskapelle Biberwier steht an/auf der Geisel in der Gemeinde Biberwier im Bezirk Reutte im Bundesland Tirol. Die dem Patrozinium der Heiligen Rochus und Sebastian unterstellte Kapelle gehört zur Pfarre Biberwier.  Die Kapelle steht unter Denkmalschutz (Listeneintrag).

## Geschichte
Im Jahr 1611 wurde eine Vorgängerkapelle erbaut und 1625 geweiht.

## Architektur
Der gotisierende Kapellenbau aus dem Anfang des 18. Jahrhunderts hat südlich am Chor einen angebauten barocken Turm. An das Langhaus schließt ein eingezogener Chor mit einem Dreiachtelschluss an. Die Choraußenseite hat Dreiecklisenen bis zu einer umlaufenden Kehlung, die westliche Schrägseite beinhaltet ein barockes Rundbogenfenster, die östliche Schrägseite ein Spitzbogenfenster. Der Turm hat ein achteckiges Obergeschoß und über einem umlaufenden Gesims offene und verblendete Fenster. Am Chorscheitel befindet sich eine gemaltes Bild des hl. Christophorus und über dem spitzbogigen Ostportal ein Bild des Brennenden Dornbuschs, beide vom Maler Hans Valentin um 1928.
Das Kapelleninnere zeigt ein dreijochiges Langhaus unter einem Netzgratgewölbe auf Pilastern mit runden Schlusssteinen an den Schnittpunkten der Netzgrate, die westlichen Fenster sind spitzbogig, die östlichen Fenster rundbogig. Hinter dem später eingesetzten runden Chorbogen sind an der westlichen Chormauer alte Apostelkreuze erhalten. Der zweijochige Chor hat einen Dreiachtelschluss unter einem Netzgratgewölbe auf Pilastern. Es gibt Reste einer ursprünglichen bemalten Fensterrahmung mit Volutenbändern und Kartuschen.

## Einrichtung
Den Hochaltar schuf 1618 Hans Patsch als sein Gesellenstück. Er trägt im Mittelschrein die Figuren der Heiligen Sebastian, Maria mit Kind und Rochus, in der Predellazone zwei stehende Engel, im Auszug Georg und Florian. Ein Rundgemälde um 1865 zeigt die Heiligen Johannes Evangelist und Barbara.
Die Kanzel und die Empore sind aus Holz mit renaissanceartigem Dekor mit eingebrannten Ornament, Zahnschnitt, kannelierten Pfeilern, gedrechselten Säulchen, Kassettenfeldern mit Schuppenleisten um 1620.
Eine Glocke trägt die Inschrift Hainrich Rainbert zv Insprugg gus mich in MDC:XXI (1621).